# 코넬리아노

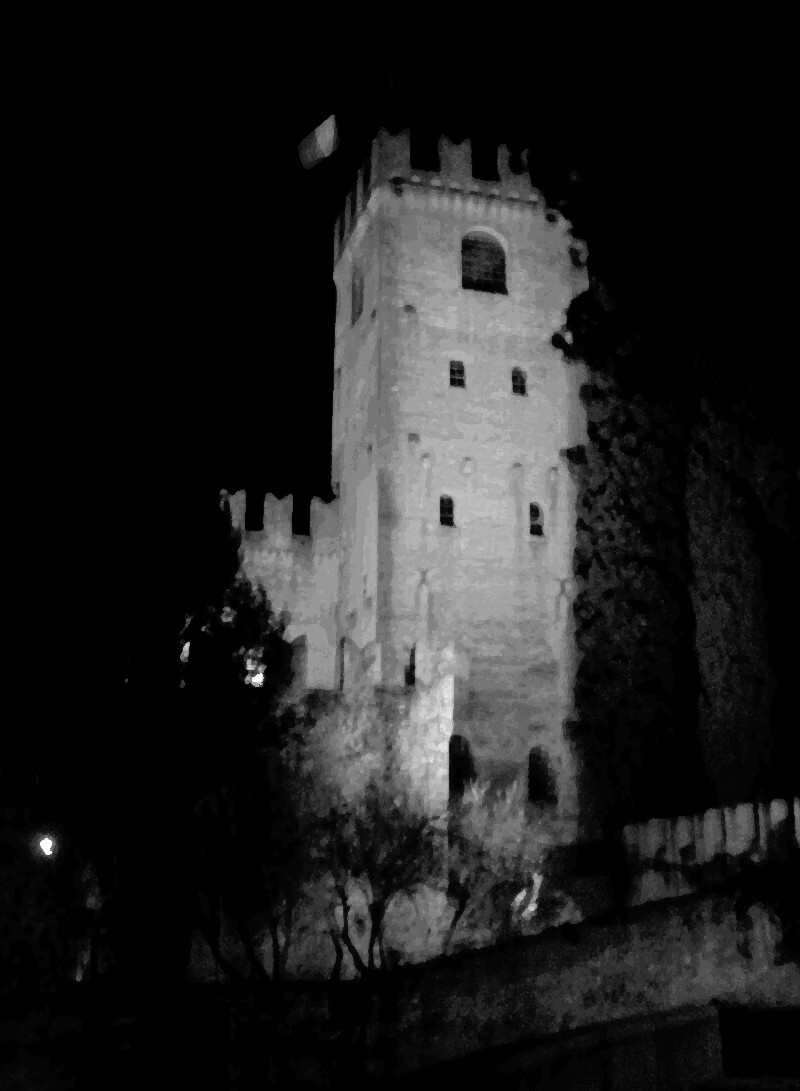
야간의 성 모습

코넬리아노(Conegliano, 이탈리아어: [koneʎˈʎaːno], 베네치아어: Conejan)는 이탈리아 베네토주의 도시이자 코무네로, 트레비소도에 있으며 트레비소 마을에서 철도로 북쪽으로 약 30km 떨어져 있다. 도시의 인구는 35,023명이다. 10세기 성의 유적은 마을을 지배하는 언덕에 위치해 있다. 이전에는 비토리오 베네토(Vittorio Veneto) 주교의 소유였으나 지금은 작은 박물관과 외벽이 있는 종탑만 남아 있다.
2019년 7월 7일, 르 콜리네 델 프로세코 디 코넬리아노 에 발도비아덴이 유네스코 세계유산으로 등재되었다.